# Bill McCollum
Ira William „Bill” McCollum, Jr. (ur. 12 lipca 1944) – amerykański polityk, członek Partii Republikańskiej. W latach 1981–2001 był przedstawicielem stanu Floryda w Izbie Reprezentantów Stanów Zjednoczonych, najpierw z piątego, a od 1993 roku z ósmego okręgu wyborczego.